# Robert Zawada
Robert Zawada, poljski rokometaš, * 7. junij 1944, Jedlnia-Letnisko, † 5. maj 2024.
Leta 1972 je na poletnih olimpijskih igrah v Münchnu v sestavi poljske rokometne reprezentance osvojil deseto mesto.